# Daredevil (film)
Daredevil is een film uit 2003 van regisseur Mark Steven Johnson, die ook meeschreef aan het verhaal van de film. De film is gebaseerd op de Marvel Comics-strips over de superheld Daredevil.
De film kreeg later ook een spin-off met in de hoofdrol Elektra Natchios, Elektra.

## Verhaal
De film begint met Daredevil die op een kruis op het dak van een kerk zit en duidelijk gewond is. Hij vlucht de kerk in om te ontkomen aan de zoeklichten van de politie. Eenmaal binnen valt hij flauw door zijn verwondingen en uitputting. Terwijl de priester, die op de hoogte is van Daredevils ware identiteit, hem probeert te helpen, flitst Daredevils leven aan zijn ogen voorbij:
Toen hij nog jong was, was Matt Murdock vaak het doelwit van pestkoppen. Zijn vader, een oud-bokser, verbood hem ooit terug te vechten. Op een dag was Matt er getuige van hoe zijn vader een vreemdeling in elkaar sloeg omdat die werkte als klusjesman voor een lokale crimineel. Toen Matt wegrende, ramde een vorkheftruck een vat met radioactief afval waardoor dit openscheurde en een straal van het afval Matt recht in zijn gezicht trof. Het gif maakte Matt blind, maar versterkte zijn andere vier zintuigen tot ongekende hoogte. Hij kan “zien” via de geluidsgolven om hem heen. Hij leert steeds beter met deze gave/handicap om te gaan. Dan wordt op een dag zijn vader vermoord. De dader is de man die later de Kingpin zal worden. Matt deed die dag de belofte voortaan het kwaad te bevechten.
Jaren later was Matt inmiddels een succesvolle advocaat geworden. Maar ‘s nachts struinde hij de buurt Hell’s Kitchen af als zijn gekostumeerde alter-ego Daredevil, op zoek naar misdadigers. Op deze manier bestrafte hij de misdadigers die in de rechtszaak aan hem ontsnapten.
Op een dag ontmoette hij Elektra, op wie hij al snel verliefd werd. Nadat Elektra’s vader werd gedood door Kingpins huurmoordenaar Bullseye dacht Elektra dat Daredevil de dader was. Ze zocht hem op en bevocht hem, totdat ze ontdekte wie de man achter het masker was. Bullseye dook weer op en doodde Elektra, waarna hij doorvocht met Daredevil. Tijdens dit gevecht raakte Daredevil gewond en vluchtte naar de kerk waar de film begon.
Nadat hij is bijgekomen gaat Daredevil opnieuw de strijd aan met Bullseye en verslaat hem door hem door het raam van de kerk te gooien. Vervolgens spoort hij de Kingpin op en bevecht hem. Tijdens dit gevecht ontdekt Kingpin Daredevils ware identiteit. Desondanks besluit Daredevil Kingpin in leven te laten, omdat hij wel weet dat Kingpin dit toch niet verder zal vertellen in de gevangenis (aangezien hij dan ook toe zou moeten geven dat hij is verslagen door een blinde man). Kingpin wordt zodoende gearresteerd.

## Rolverdeling
| Acteur                | Personage                                  |
| --------------------- | ------------------------------------------ |
| Ben Affleck           | Matt Murdock / Daredevil                   |
| Jennifer Garner       | Elektra Natchios                           |
| Colin Farrell         | Bullseye/Lester                            |
| Michael Clarke Duncan | Wilson Fisk / The Kingpin                  |
| Jon Favreau           | Franklin "Foggy" Nelson                    |
| Ellen Pompeo          | Karen Page                                 |
| Joe Pantoliano        | Ben Urich                                  |
| Leland Orser          | Wesley Owen Welch                          |
| Lennie Loftin         | Nick Manolis                               |
| Erick Avari           | Nikolas Natchios                           |
| Derrick O'Connor      | Eerwaarde Everett                          |
| Paul Ben-Victor       | Jose Quesada                               |
| David Keith           | Jack Murdock                               |
| Scott Terra           | Jonge Matt                                 |
| Frankie Jay Allison   | Misbruikende vader                         |
| Coolio                | Dante Jackson (alleen in director's cut)   |
| Jude Ciccolella       | Robert McKensie (alleen in director's cut) |

## Achtergrond
De film werd gezien als een redelijk succes, maar bracht niet zoveel op als X-Men en Spider-Man. Hoewel de film sterk begon en uiteindelijk zelfs meer dan 100 miljoen dollar opbracht, kreeg de film ook negatieve kritieken.
De film zou oorspronkelijk een duistere, volwassen ondertoon hebben. Het succes van de vlak daarvoor uitgebrachte Spider-Man film maakte echter dat Fox besloot af te zien van de meer volwassen elementen, en de film veranderde naar meer een actiefilm.
De reacties van fans en critici liepen uiteen. Een punt waar vooral kritiek op kwam, was Ben Afflecks manier waarop hij Daredevil speelde. Ook het feit dat de rol van Kinpin, die in de strips een blanke man is, werd gespeeld door een Afro-Amerikaanse acteur was een onderwerp van kritiek. Maar het merendeel van de critici prees Michael Clarke Duncan voor de manier waarop hij de Kinpin speelde.Jennifer Garner in de rol van Elektra ontving positieve reacties, wat uiteindelijk leidde tot een spin-offfilm met haarzelf in de hoofdrol.
Daredevils gedrag in de film week duidelijk af van dat in de strips. In de film had hij er totaal geen moeite mee om criminelen die hun straf wisten te ontlopen in de rechtszaal te executeren. In de strips is Daredevil daarentegen een rechtschapen individu dat de wet boven alles stelt.

## Prijzen en nominaties
2003
- De BMI Film Music Award – gewonnen
- De Golden Trailer voor Beste actie
- De MTV Movie Award voor Breakthrough Female Performance (Jennifer Garner) – gewonnen
- De MTV Movie Award voor beste kus
- De MTV Movie Award voor beste schurk
- Negen Teen Choice Awards:
  - Choice Movie Villain (Colin Farrell) – gewonnen
  - Choice Movie - Drama/Action Adventure
  - Choice Movie Actor - Drama/Action Adventure (Ben Affleck)
  - Choice Movie Actor - Drama/Action Adventure (Colin Farrell)
  - Choice Movie Actress - Drama/Action Adventure (Jennifer Garner)
  - Choice Movie Breakout Star – Female (Jennifer Garner)
  - Choice Movie Breakout Star – Male (Colin Farrell)
  - Choice Movie Chemistry (Jennifer Garner, Ben Affleck)
  - Choice Movie Fight/Action Sequence

2004
- De Hollywood Makeup Artist and Hair Stylist Guild Award voor Best Contemporary Makeup – Feature.
- De Mexicaanse MTV Movie Award voor Best Colin Farrell in a Movie
- De Mexicaanse MTV Movie Award voor Sexiest Hero
- De Golden Raspberry Award voor slechtste acteur (Ben Affleck) – gewonnen

## Trivia
- Vanwege de gewelddadige scènes werd de film in Maleisië verboden, totdat 20th Century Fox aan de censuur van Maleisië had voldaan.
- Stan Lee, Daredevils mede-bedenker, heeft een cameo in de film. Hij staat op het punt al lezend de straat over te steken terwijl er een auto aankomt, maar wordt nog net door de blinde, jong Matt Murdock tegengehouden.
- In de scène waar Matt Murdocks vader een bokswedstrijd heeft is een bord zichtbaar met de opdruk "Jack 'the Devil' Murdock vs. John Romita". John Romita was een tekenaar die in de jaren 60 werkte aan de Daredevil strips.
- Frank Miller heeft eveneens een cameo in de film. Hij wordt door Bullseye vermoord met een balpen omdat Bullseye zijn motorfiets wil. In de aftiteling staat hij vermeld als "Man with pen through head" (man met een pen door zijn hoofd).